# لوناه شمتاي سالبيتر
لوناه شمتاي سالبيتر (مواليد 12 ديسمبر 1988) هي عدائة إسرائيلية كينية المولد متخصصة في سباقات المسافات الطويلة.